# Zmysł temperatury
Zmysł temperatury, czucie temperatury, termorecepcja – zmysł, przez który organizm odbiera temperaturę. U większych zwierząt termorecepcja przeważnie odbywa się przez skórę. Szczegóły tego jak funkcjonują receptory temperatury nadal są w trakcie badań. Ssaki mają co najmniej dwa typy termoreceptorów: te, które odpowiedzialne są za czucie gorąca (tj. temperatury powyżej stałej temperatury ciała) i te, które odpowiadają za czucie zimna (tj. temperatury poniżej stałej temperatury ciała).
Z szczególnie wyspecjalizowanej formy termorecepcji korzystają węże grzechotniki i dusiciele (tzw. pit vipers), które widzą promieniowanie podczerwone, emitowane przez gorące obiekty. Łeb u węży ma parę prążkowanych otworów, wgłębień (ang. pits) z sensorami temperatury. Sensory te pośrednio wykrywają promieniowanie podczerwone przez efekt cieplny na skórze, wewnątrz wgłębienia. Dzięki temu mogą zorientować się, która część wgłębień jest najcieplejsza i z ich pomocą zlokalizować źródło ciepła, które może być potencjalną, stałocieplną ofiarą. Poprzez połączenie informacji z obu wgłębień węże mogą oszacować odległość od obiektu.
Wampir zwyczajny (łac. Desmodus rotundus) także ma wyspecjalizowane sensory podczerwieni na nosie. W jego mózgu zlokalizowano ośrodek podczerwieni o podobnym położeniu i histologii co u węży.
Innymi zwierzętami z wyspecjalizowanymi detektorami ciepła są chrabąszcze poszukujące płonących lasów (Melanophilia acuminata), które swoje jaja składają w drzewach iglastych, które dopiero co zostały strawione przez płomienie. Ciemno ubarwione motyle Pachliopta aristolochiae i Troides rhadamathus używają specjalnych detektorów ciepła, by uniknąć uszkodzenia podczas ekspozycji na słońce. Wysysające krew pluskwiaki Triatoma infestans także posiadają wyspecjalizowane organy zmysłu temperatury.